# الموظفون في الأرض (فلم)
الموظفون في الأرض فيلم اجتماعي مصري إنتاج سنة 1985م بطولة فريد شوقي ، آثار الحكيم ، شويكار ،صلاح السعدني وسمير صبري ،ليلى علوى ،سمية الألفي المنتصر بالله ووائل نور وإخراج أحمد يحيى.

## أحداث
تدور احداث الفيلم حول كامل عبد الشكور (فريد شوقي) المدير العام بإحدى شركات القطاع العام، يحاول فايد مدير العقود بالشركة إقناعه بالحصول على رشوة، فيرفض رغم ظروفه المادية الصعبة حيث يحتاج لنقود لتزويج أبنتيه فيلجأ للتسول للحصول على النقود.

## وصلات خارجية
- مقالات تستعمل روابط فنية بلا صلة مع ويكي بيانات